# 捷蓝航空387号班机

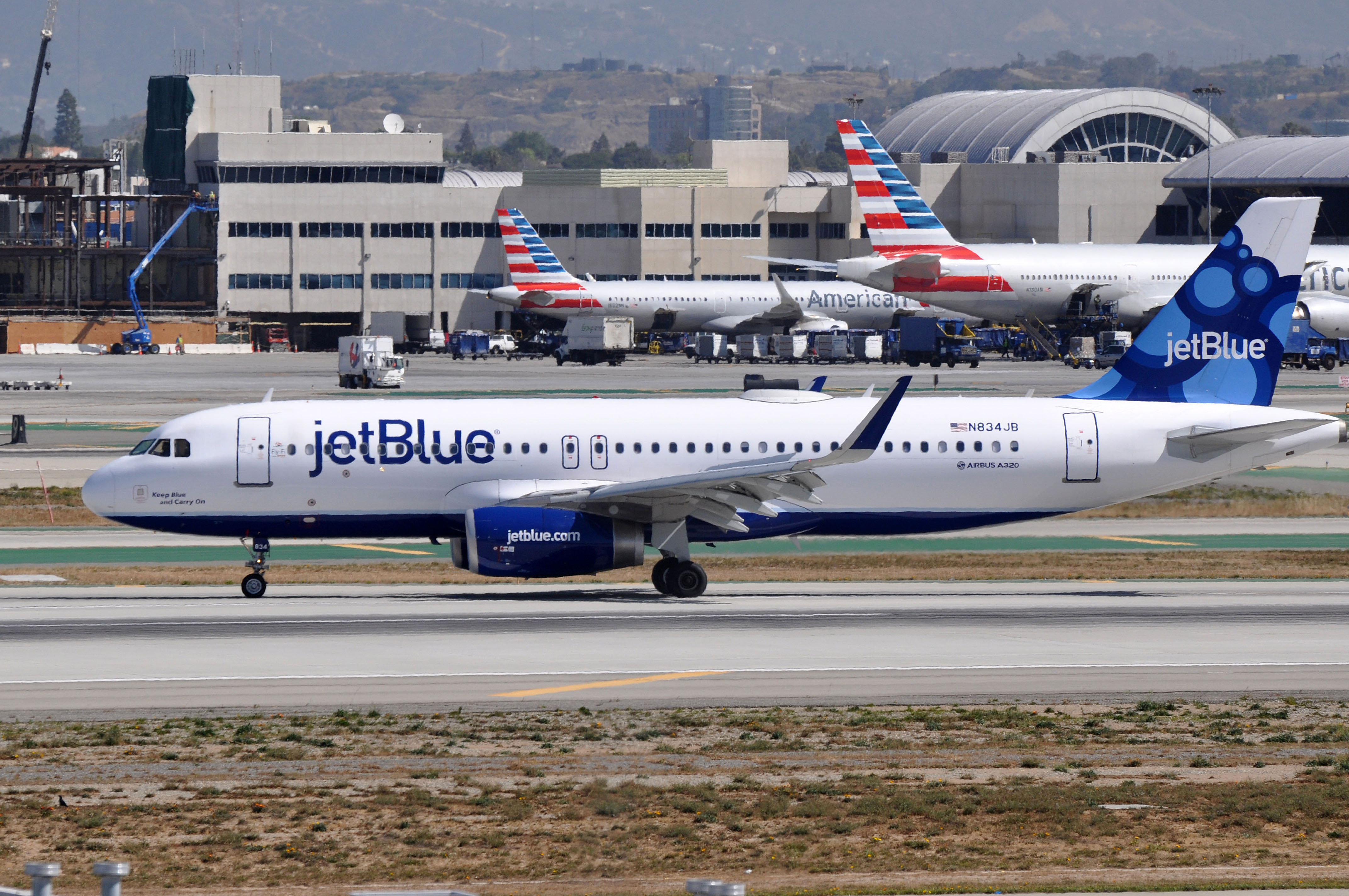
航班由这架N834JB执飞，摄于航班前一年。

捷蓝航空387号班机是由美国廉价航空公司捷蓝航空运营的从佛罗里达州布劳沃德县劳德代尔堡-好莱坞国际机场飞往古巴圣克拉拉亚伯圣玛丽亚机场的定期国际商业客运航班。
该航线于2016年8月31日开通，这是自1961年以来美国首次定期飞往古巴的客运航班  由一架空中客车A320执飞 (N834JB Keep Blue and Carry On) ，飞机于10:00前从劳德代尔堡起飞并与当地时间上午11:00左右降落在圣克拉拉。 

## 意义
2014年12月17日，美国总统贝拉克·奥巴马和古巴共产党第一书记劳尔·卡斯特罗宣布美古关系发生变化，前者宣布贸易和旅行制裁未能给古巴带来民主，让哈瓦那的共产主义政权经济和外交接触比孤立更有助于改变其政治行为。在古巴解冻的背景下，华盛顿和哈瓦那宣布于2015年12月恢复飞往古巴的定期航线服务，该协议将于2016年2月生效。美国总统吉米·卡特在1977年允许包机飞行，但是由于申请程序繁琐，美国交通部需要与古巴民航当局进行谈判，以恢复两国之间的定期航班服务使两国人民更容易出于非旅游原因往返古巴。    